# République populaire biélorusse
Pour les articles homonymes, voir RPB et BNR.
25 mars 1918 – 5 janvier 1919
(9 mois et 11 jours)
En exil depuis 1919
Entités précédentes :
- RSFS de Russie
- Ober Ost

Entités suivantes :
- RSS lituano-biélorusse
- Rada en exil

La République populaire biélorusse (RPB, en biélorusse : Белару́ская Наро́дная Рэспу́бліка, Belarouskaïa Narodnaïa Respoublika ou BNR) également connue sous le nom de République démocratique biélorusse ou  République démocratique blanche-ruthénienne est le premier État indépendant biélorusse. La RPB est proclamée en 1918. L'arrivée des Soviétiques au pouvoir en 1919 est à l'origine de la disparition de la RPB remplacée par la République socialiste soviétique lituano-biélorusse. Le gouvernement de la RPB part en exil en 1919 à Prague.

## Histoire
La République populaire biélorusse est proclamée le 25 mars 1918 à la fin de la Première Guerre mondiale. Conformément au traité de Brest-Litovsk, la Biélorussie est livrée par Lénine à l'Allemagne, qui l'occupait déjà depuis la guerre et l'administrait dans le cadre de l'Ober Ost.
Dans ces conditions la RPB ne parvient pas à constituer un État à part entière pourvu d'une constitution, de forces armées et de frontières définies. Après le retrait de l'armée allemande et l'avancée de l'Armée rouge, la République socialiste soviétique lituano-biélorusse est créée ; elle réunit la Biélorussie et la Lituanie au sein d'un même État communiste. En décembre 1918, la Rada, c'est-à-dire le conseil ou le gouvernement de la RPB, s'installe à Hrodna, ville alors en Lituanie.
Pendant l'offensive polonaise de 1919, la Rada part définitivement en exil et s'installe à Prague. Pour autant, elle ne cesse pas son activité et soutient activement les dissidents démocrates pendant les années 1920, en s'appuyant notamment sur sa reconnaissance officielle par l'Allemagne de Weimar, la Tchécoslovaquie et la Lituanie. Aujourd'hui, ce gouvernement existe toujours, mais reste exilé.

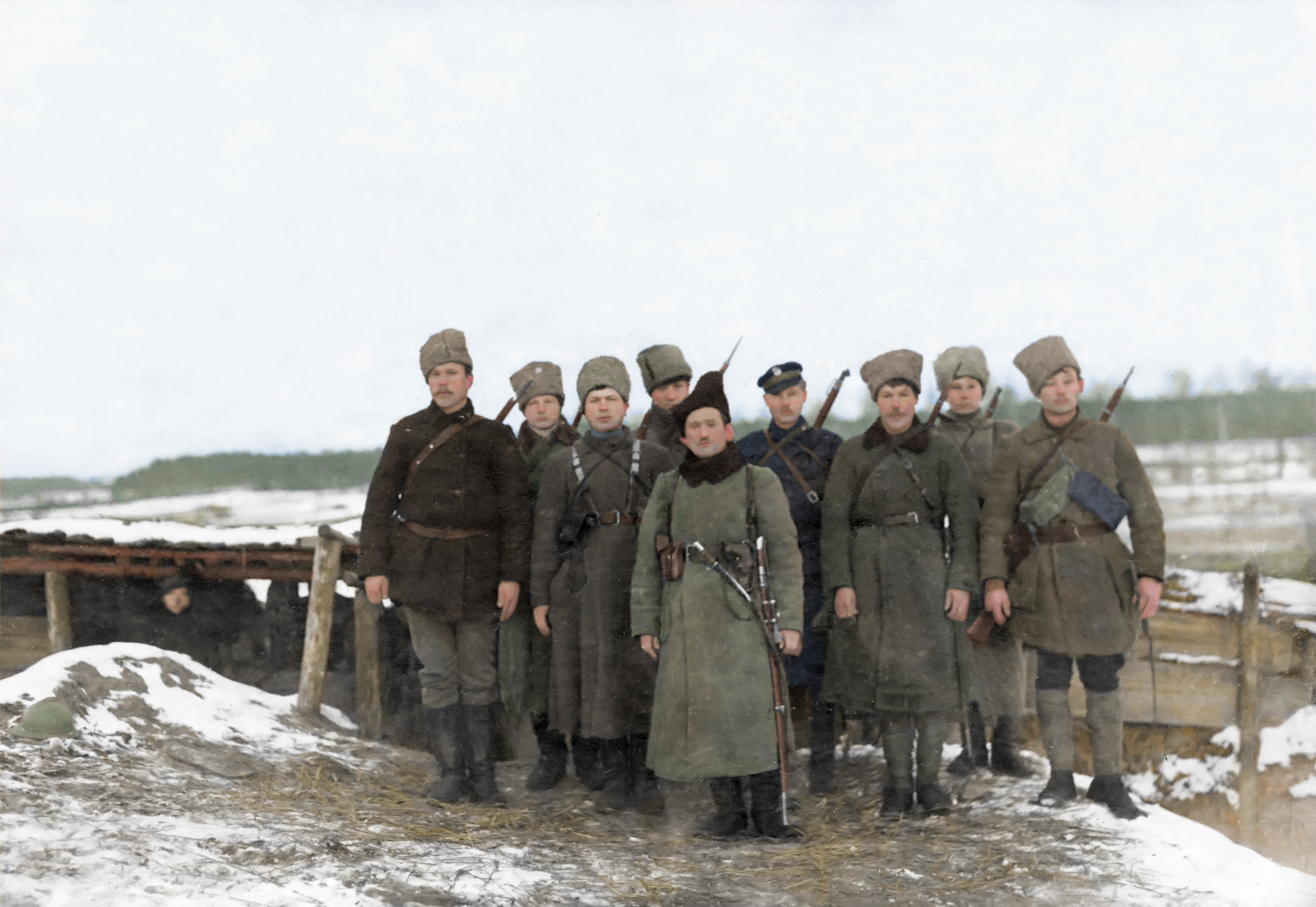
Insurgés de Sloutsk

En novembre-décembre 1920 eut lieu le soulèvement de Sloutsk, le dernier soulèvement des partisans de la RPB contre l'expansion soviétique, qui se termina par la défaite des troupes biélorusses.
En effet, la Rada n'a jamais pu, comme les gouvernements parallèles démocratiques qui revinrent en Pologne, en Ukraine ou en Lituanie en 1990, revenir dans son pays. Elle reste opposée à la politique du président Alexandre Loukachenko et soutient l'opposition biélorusse qui, le 25 mars 2008, a fêté les 90 ans de la création de la République populaire biélorusse.

## Reconnaissance internationale
La coopération la plus proche la République populaire biélorusse était avec la République populaire d'Ukraine. En juin 1918 une délégation biélorusse dirigée par Raman Skirmunt s'est rendue à Kiev et que le gouvernement de la République populaire d'Ukraine a reconnu le BNR.
En octobre 1919, l’Estonie a reconnu la République populaire de Biélorussie,. Elle est suivie deux mois plus tard par la Finlande,,.

## Frontières et territoire
Dans sa troisième charte constituante, la république revendique le gouvernement de Moguilev, de Minsk, Hrodna, Vitebsk, Vilnius et Smolensk. Outre ces deux dernières villes exclues aujourd'hui de la Biélorussie, la RPB comptait Białystok, aujourd'hui ville polonaise.
Ce découpage s'appuyait sur la proportion de Biélorusses vivant dans chacune des régions mais, comme certaines étaient également habitées par d'autres peuples, la RPB comprenait également de fortes minorités polonaises, lituaniennes et juives.

## Les présidents du Conseil

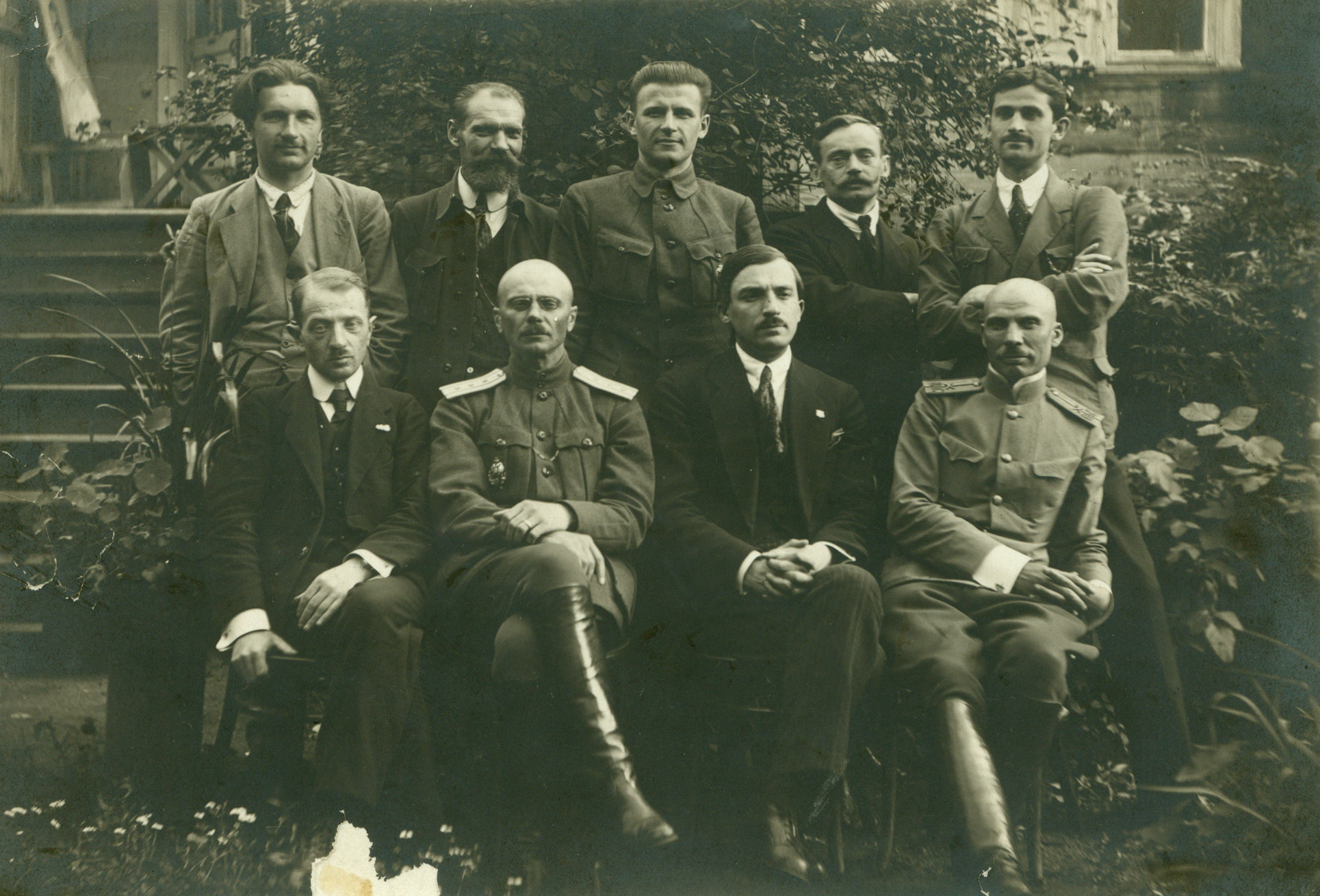
Le premier gouvernement de la RPB.

- Ian Sierada (1918–1919)
- Piotra Kratchewski (ru) (1919–1928)
- Vassil Zakharka (1928–1943)
- Nicolas Abramtchik (1944–1970)
- Vincent Jouk-Hrychkievitch (1970–1982)
- Yazep Sajytch (1982–1997)
- Ivonka Survilla (depuis 1997)

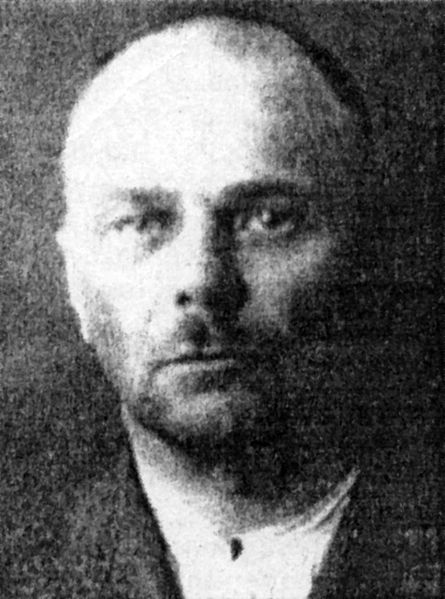
Ian Sierada (1879-1943), premier président de la République populaire biélorusse.
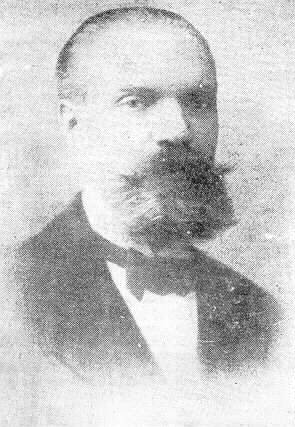
Piotra Kratchewski (1879-1928), second président de la République populaire biélorusse.
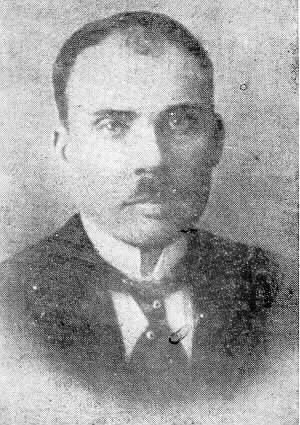
Vassil Zakharka (1903-1970), troisième président de la République populaire biélorusse.

## Symboles
La république avait choisi comme blason le Pahonie, autrefois symbole du grand-duché de Lituanie, le drapeau de la république étant une déclinaison de celui-ci.
Ces symboles furent adoptés par la Biélorussie indépendante en 1991, puis furent abandonnés par Alexandre Loukachenko en 1994 au profit d'emblèmes évoquant ceux de la RSS de Biélorussie. Ces symboles furent repopularisés auprès des Belarusses lors des manifestations de 2020-2021 en Biélorussie qui usèrent de ces symboles comme icônes de démocratisation désirée du pays par les manifestants, par opposition à ceux du régime en place vus comme symboles de Loukachenko.

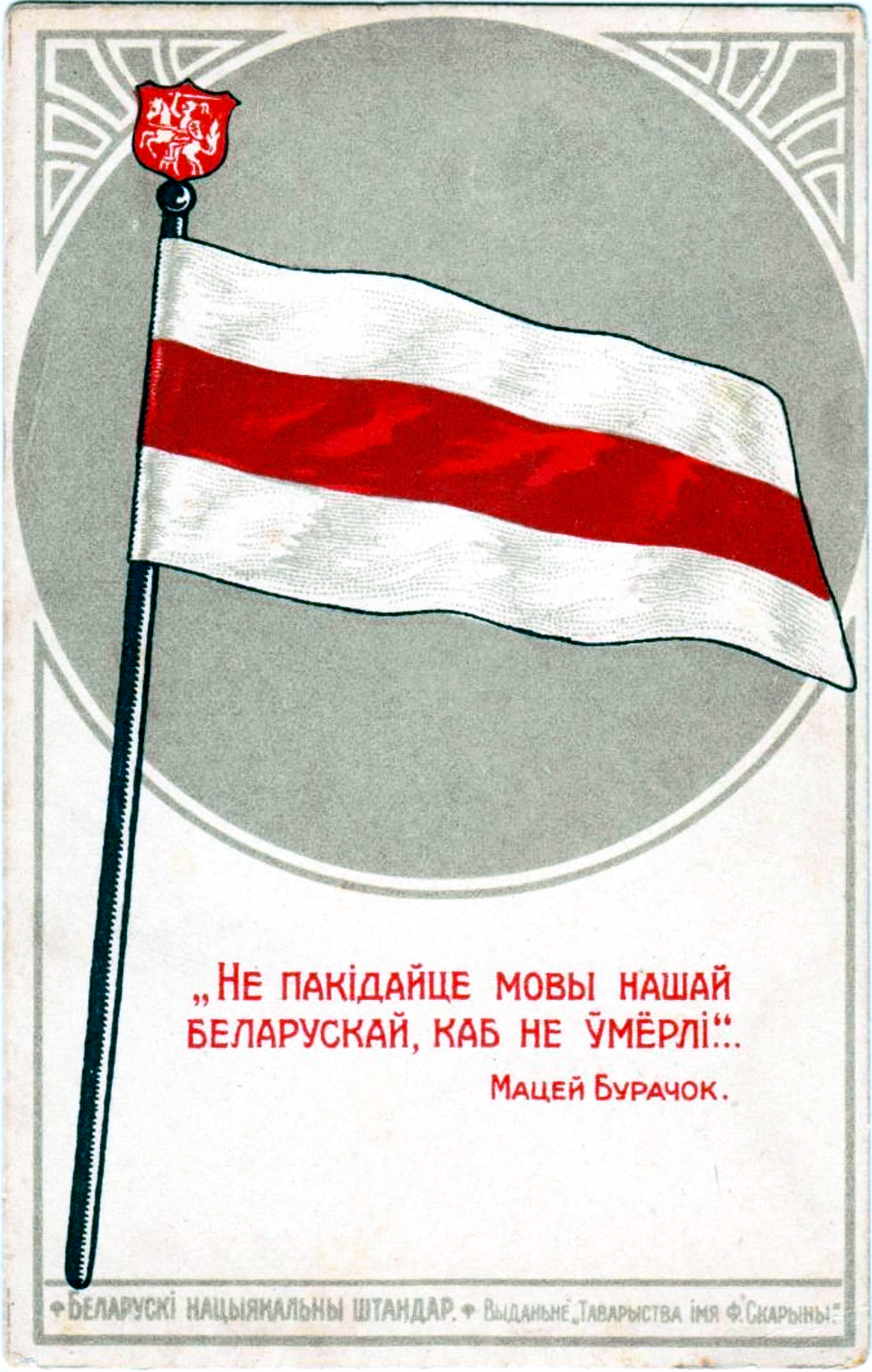
Drapeau national : blanc-rouge-blanc.
Blason.
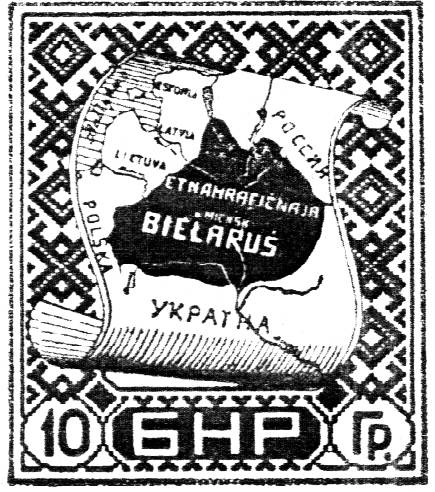
Timbre : 10 roubles biélorusses.
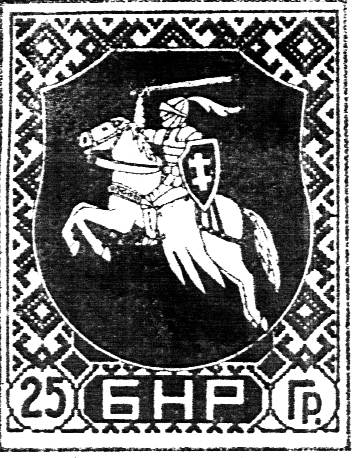
Timbre : 25 roubles biélorusses.